# Entoptički fenomen
Entoptički fenomen je naziv za vidne efekte čiji se uzrok nalazi unutar samog oka.
Riječima Hermanna von Helmholtza: "Pri odgovarajućim uvjetima svjetlost koja obasjava oko može učiniti vidljivima neke objekte koji se nalaze unutar samog oka. Ove percepcije se zovu entoptičke."
Entoptičke slike nastaju na temelju izgleda tj. stimulusa unutar same mrežnice. Stoga, se razlikuju od optičkih iluzija, koje su perceptivne varke nastale interpretacijom od strane mozga. Entoptičke slike imaju jednu zajedničku osobinu s optičkim iluzijama i halucinacijama, zato što su uzrokovane fenomenima unutar oka samog promatrača: promatrač ne može podijeliti svoje viđenje tih fenomena s drugima. Helmholtz ističe kako te fenomene neki promatrači mogu vrlo lako primijetiti, dok ih ostali uopće ne vide. Ovo neslaganje ne iznenađuje zato što su ti fenomeni koje oko proizvodi jedinstveni za svakog pojedinca. Zbog velikih varijacija među pojedincima, kao i zbog nemogućnosti da dvoje ljudi dožive približno sličan stimulus, ovi fenomeni se razlikuju od većine drugih vidnih senzacija. Također se razlikuju od optičkih iluzija koje uzrokuje isti stimulus.
Tijekom 1920-ih godina, neki su teozofisti, tad nesvjesni fiziološkog objašnjenja entoptičkog fenomena, smatrali da su flotirauće mrljice unutar plavog polja zapravo životne kuglice povezane s konceptom prane u yogi. Neki primjeri entoptičkih fenomena uključuju: 
- Flotirajuće mutnine ili leteće mušice - sporo-putujući prozirni mjehurići raznih oblika i veličina, koji su posebno uočljivi kada čovjek leži na leđima i promatra nebo. One su uzrokovane nedostacima unutar staklovine.
- Entoptički fenomen plavog polja - ima izgled sitnih točkica koje se ubrzano pomiču duž valovitih linija vidnog polja. Uočljivije su kada se gleda u izvor monokromatskog plavog svjetla i uzrokovane su bijelim krvnim stanicama koje se kreću u kapilarama ispred retine.
- Haidingerova četka - vrlo suptilan žuto-plavi uzorak koji nastaje gledanjem u snop polarizirajućeg svjetla.
- Purkinjeovo stablo - prikaz retinalnih krvnih žila u vlastitom oku. Može se vidjeti prosvijetljavanjem sklere tankim snopom svjetlosti u tamnoj prostoriji. Normalno pojedinac ne vidi vlastite retinalne krvne žile zbog adaptacije mozga na njihov fiksni položaj.  Retinalni vaskularni crtež se često vidi tijekom oftalmoskopiranja kada liječnik koristi instrument oftalmoskop. Tijekom tog pregleda, kada doktor prosvjetljava zjenicu da bi vidio krvne žile kroz nju, svjetlost koja dopire iz oftalmoskopa može kratko obasjati skleru na takav način da pacijent nakratko ugleda vaskularni crtež vlastite retine.
- Fosfene - entopski fenomen u kojem oko vidi svjetlost zbog mehaničkog, električnog ili bilo kojeg drugog podražaja koji nije svjetlost. Može nastati, primjerice, kada pritišćemo zatvorene oči. Fenomen koji također možemo prozvati entoptičkim ako smatramo da su i trepavice dio oka je viđenje ogiba svjetlosti prilikom prolaska kroz trepavice. Fenomen izgleda kao jedan ili više svjetlosnih diskova ukrštenih s tamnim linijama (sjene trepavica) od kojih svaka ima rub od spektra boja. Oblik diska je određen okruglim otvorom zjenice.

## Vanjske poveznice
- MeSH Entoptic+Vision
- Picture of the entoptic phenomenon: Vitreous Floaters